# Dolní Poustevna
Dolní Poustevna (deutsch: Nieder Einsiedel) ist eine tschechische Stadt im nordböhmischen Bezirk Děčín.

## Geographie

### Geographische Lage
Die Stadt liegt in Nordböhmen auf 298 m n.m. im Tal des Luční potok (Heimichbach), der hier in den Sebnitzbach (Wölmsdorfer Bach, tschechisch Vilémovský potok) einmündet. Östlich der Stadt befindet sich der Gipfel des Spálený vrch (443 m n.m.; deutsch Hillebrand); die höchste Erhebung des Gemeindegebiets ist mit 509,8 m n.m. der östliche Abhang des Gerstenberges (532 m ü. NHN; die Gipfelhöhe befindet sich in Sachsen). Nördlich der Stadt zwischen den Ortsteilen Horní Poustevna (Ober Einsiedel) und Nová Víska (Neudörfel) befindet sich der Berg Poustevník (456 m n.m., Spitz(en)berg). Der tschechische Name ist im Wortstamm (→ poustevna ‚Einsiedelei‘) gleich des Stadtnamens und mit dem im Slawischen häufiger anzutreffenden Suffix „–nik“ (entspricht dem deutschen Suffix „–er“) versehen. Dolní Poustevna ist der westlichste Ort des Böhmischen Niederlands, welches auch als Schluckenauer Zipfel bekannt ist. Im Westen und Süden befindet sich die Grenze zu Sachsen.

### Gemeindegliederung
Die Stadt Dolní Poustevna besteht aus den Ortsteilen Dolní Poustevna (Niedereinsiedel), Horní Poustevna (Obereinsiedel), Karlín (Carolinsthal, auch Karolinstal), Marketa (Margarethendorf) und Nová Víska (Neudörfel). Grundsiedlungseinheiten sind Dolní Poustevna, Horní Poustevna, Karlín und Nová Víska.
Das Gemeindegebiet gliedert sich in die Katastralbezirke Dolní Poustevna, Horní Poustevna und Nová Víska u Dolní Poustevny.

### Nachbarorte
|                     | Lobendava (Lobendau)                        | Lipová u Šluknova (Hainspach) |
| Neustadt in Sachsen | Kompassrose, die auf Nachbargemeinden zeigt | Vilémov (Wölmsdorf)           |
|                     | Sebnitz                                     |                               |

## Geschichte

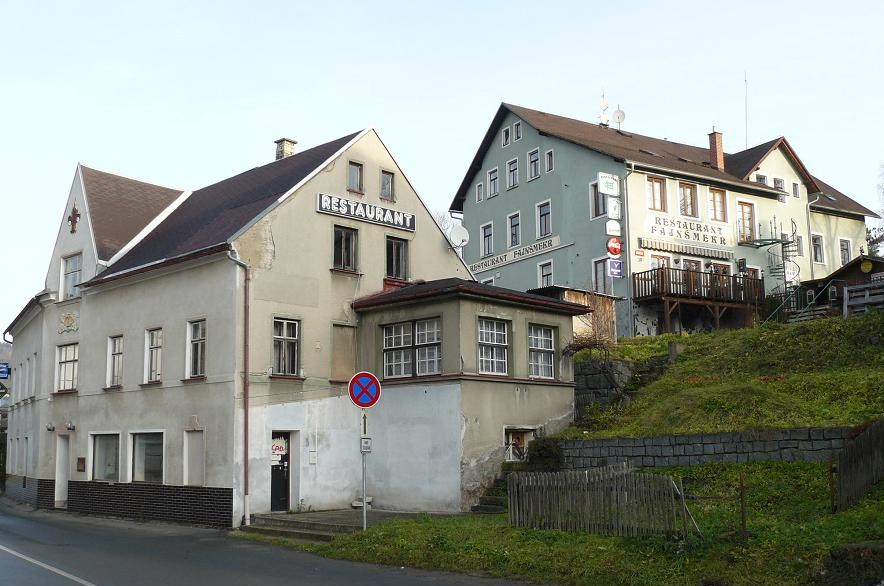
Gasthäuser in der Stadt

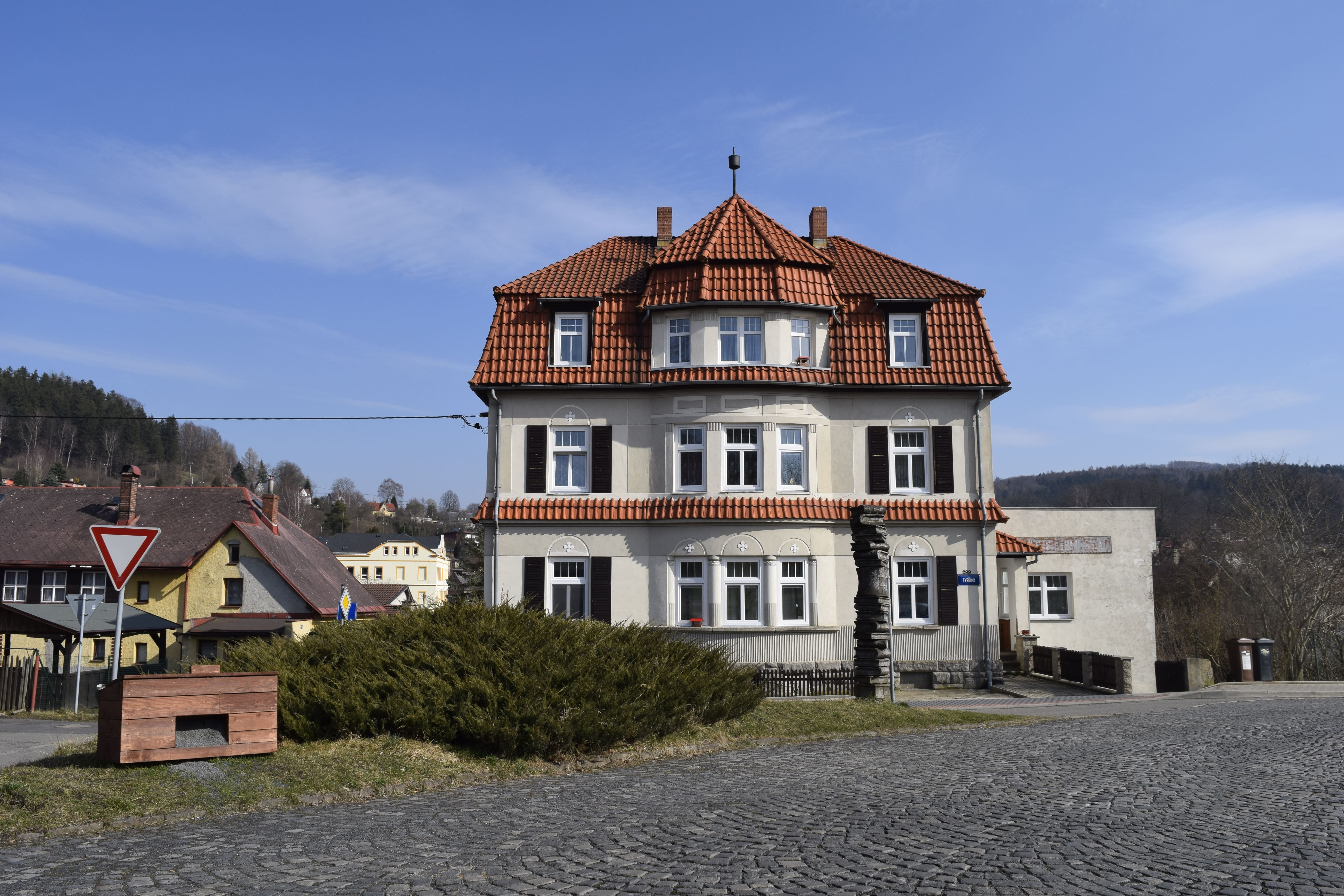
Eine der Villen (Tyršova 299)

Nieder Einsiedel bzw. Dolní Poustevna wurde in den 1280er Jahren gegründet.
Am Anfang des 19. Jahrhunderts verfügte Nieder Einsiedel über eine berühmte Papiermühle für feines Papier. Da im benachbarten Sachsen Papier dieser Güte noch nicht produziert werden konnte, setzte Friedrich August I. eine Belohnung von 100 Dukaten für denjenigen aus, der Papier vergleichbarer Qualität in Sachsen herzustellen vermöge.
Am 4. Juni 1918 erlangte der Ort die Stadtrechte.
Nach dem Ersten Weltkrieg und dem Ende des Staates Österreich-Ungarn wurde die Region 1919 Teil der Tschechoslowakei. In Folge des Münchner Abkommens gehörte Nieder Einsiedel von 1938 bis 1945 zum Landkreis Schluckenau, Regierungsbezirk Aussig, im deutschen Reichsgau Sudetenland.
Seit dem 19. Jahrhundert war das böhmische Nieder Einsiedel wie das benachbarte sächsische Sebnitz ein Zentrum der Produktion von Kunstblumen. Nach der Vertreibung der deutschen Einwohner und der kommunistischen Machtübernahme 1948 wurden die vielen kleinen Werkstätten im Staatsunternehmen Centroflor zusammengefasst. Über 3000 Mitarbeiter waren zu jener Zeit mit der Kunstblumenherstellung in Dolní Poustevna beschäftigt. Nach 1989 brachen die Absatzmärkte für die Kunstblumen recht rasch weg, so dass die Firma Centroflor liquidiert wurde. Im ehemaligen Betriebsteil Velký Šenov (Groß Schönau) wird die Produktion von Kunstblumen von der CENTROFLOR s.r.o. weiter betrieben.
Heute lebt in Dolní Poustevna eine große Bevölkerungsgruppe der Roma, deren Anteil im Vergleich zur übrigen Bevölkerung wächst. Hierbei kam es wiederholt zu Konflikten.

### Einwohnerentwicklung
Bis 1945 war Nieder Einsiedel überwiegend von Deutschböhmen besiedelt, die vertrieben wurden.
| Jahr | Einwohner | Anmerkungen                                              |
| ---- | --------- | -------------------------------------------------------- |
| 1830 | 0698      | in 110 Häusern                                           |
| 1869 | 0982      |                                                          |
| 1880 | 1204      |                                                          |
| 1890 | 1561      |                                                          |
| 1900 | 2120      |                                                          |
| 1921 | 3066      |                                                          |
| 1930 | 3162      | nach anderen Angaben 3066 Einwohner, davon 2561 Deutsche |
| 1939 | 2626      | [ 11 ]                                                   |

| Jahr      | 1950  | 1961  | 1970  | 1980  | 1991  | 2001  | 2011  |
| --------- | ----- | ----- | ----- | ----- | ----- | ----- | ----- |
| Einwohner | 1 242 | 1 254 | 1 384 | 1 409 | 1 333 | 1 552 | 1 430 |

## Kultur und Sehenswürdigkeiten
Dolní Poustevna hat ein aktives Puppentheater, das jährlich ein Puppentheater-Festival veranstaltet.

## Verkehr

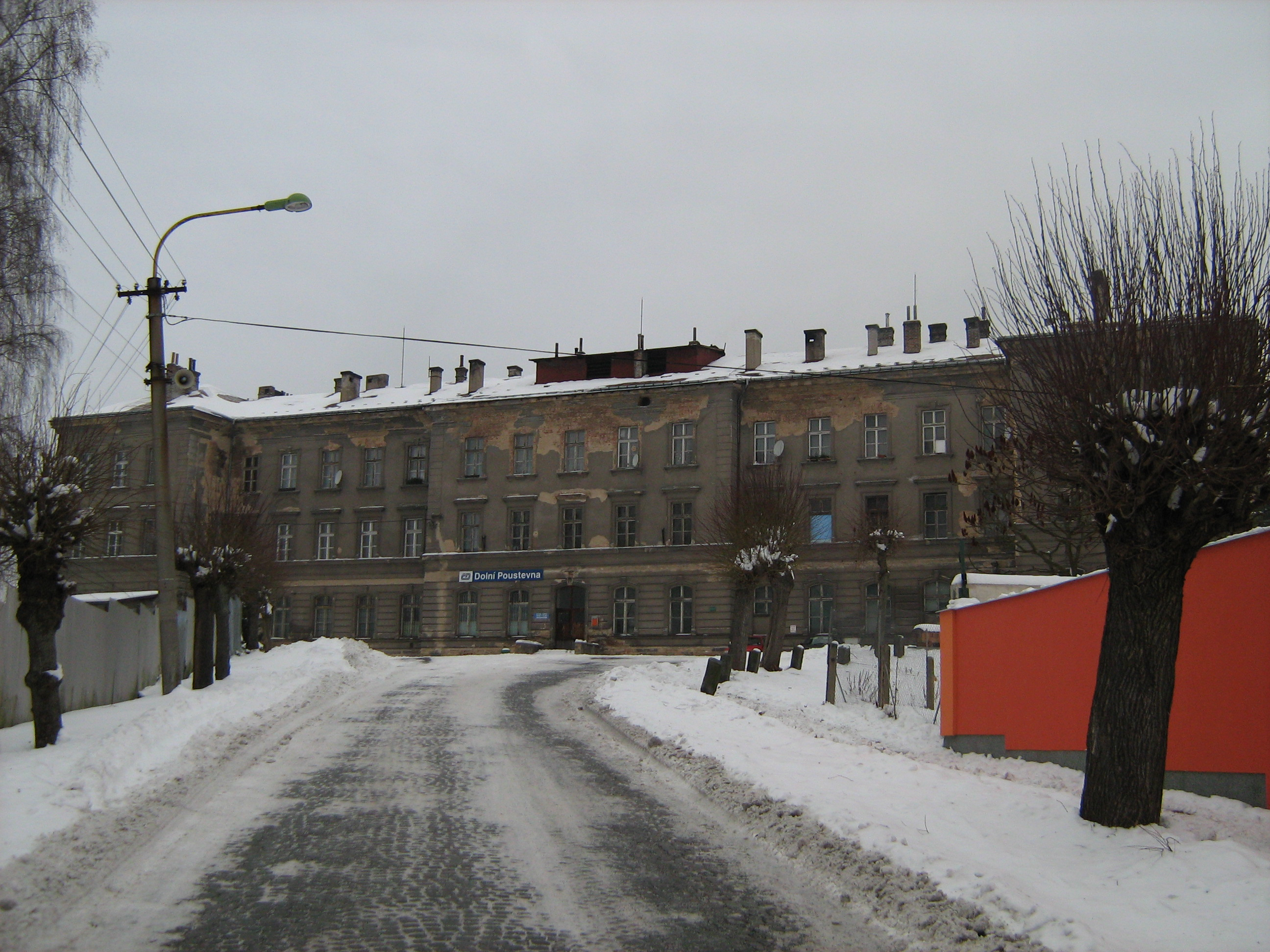
Bahnhof Dolní Poustevna

Poustevna hat einen Bahnhof an der 1904/1905 eröffneten Bahnstrecke Rumburk–Sebnitz. Der Bahnverkehr über die nahe Grenze zum Bahnhof Sebnitz (Sachs) wurde 1945 eingestellt, am 5. Juli 2014 jedoch wieder aufgenommen. Der Lückenschluss mit einem 600 Meter langen Bahngleis wurde 2013 fertiggestellt.
Durch die Stadt führt ausgehend vom Grenzübergang aus Sebnitz die Bezirksstraße Silnice II/267 nach Lobendava, wo sie auf die Silnice II/266 (Staatsgrenze bei Neustadt in Sachsen – Rumburk) trifft.

## Söhne und Töchter der Stadt
- Karlheinz Pech (1933–2024), deutscher Historiker
- Hans-Joachim Maaz (* 1943), deutscher Psychiater und Psychoanalytiker

## Filme
Im Jahr 2007 wurde der Dokumentarfilm Poustevna, das ist Paradies fertiggestellt, der in Episoden das Leben sehr unterschiedlicher Bewohner des Ortes verknüpft.